# Межзвёздное покраснение
Межзвёздное покраснение — видимое покраснение света удалённых звёзд из-за рассеяния, которое вызывается межзвёздной пылью. Степень рассеяния и поглощения света в межзвёздной среде зависит от длины волны: оно обратно пропорционально длине волны излучения, вследствие чего для красных лучей поглощение всегда меньше. В результате цвет звёзд одинаковой температуры (одного спектрального класса) оказывается тем краснее, чем дальше от нас находится звезда. Подобным эффектом в атмосфере Земли объясняется покраснение Солнца, когда оно находится близко к горизонту.
Показатель цвета B−V, который часто используется как количественная оценка цвета, вследствие межзвёздного покраснения возрастает в среднем на 0,2-0,3 звёздной величины на 1 кпк расстояния, которое свет проходит в диске Галактики. До сих пор не потеряла своего значения кривая закона межзвездного поглощения, выведенная Альбертом Уитфордом и опубликованная им в 1958 году. Это так называемый нормальный закон межзвёздной экстинкции. Незнание подобного распределения и занижение значения межзвёздного поглощения привело к тому, что  Каптейн существенно (в 2,5 раза) занизил размер Галактики. Несмотря на то, что астрономические термины межзвёздная экстинкция и межзвёздное покраснение часто употребляются в литературе как синонимы, первое понятие относится к звёздным величинам, а второе — к показателям цвета. 
В любой фотометрической системе межзвёздное покраснение может быть описано как избыток цвета (colour excess). Например, в фотометрической системы UBV избыток цвета {\displaystyle E_{B-V}} для показателя цвета B-V может быть записан как:
{\displaystyle E_{B-V}=(B-V)_{\text{observed}}-(B-V)_{\text{intrinsic}}}
где {\displaystyle (B-V)_{\text{observed}}} — наблюдаемый показатель цвета, а {\displaystyle (B-V)_{\text{intrinsic}}} — собственный показатель цвета звезды.
Межзвёздное покраснение ни в коем случае нельзя путать с красным смещением.